# Station Uglev
Station Uglev is een spoorwegstation in Uglev in de Deense  gemeente Struer. Het station ligt aan de lijn Struer - Thisted.
Het treinverkeer is beperkt. Naast 10 treinen per dag van Arriva stoppen er dagelijks drie treinen van DSB. 